# Arie (muzică)
În muzică, o arie este o piesă muzicală pentru o singură voce, cu sau fără acompaniament instrumental sau orchestral, de sine stătătoare. Contextul tipic în care apare o arie este opera, dar poate fi și un oratoriu sau o cantată exprimând sentimentele unui anumit personaj într-un anumit moment al acțiunii dramatice.
 
Există și „arii de concert” independente de un context mai larg. Termenul „arie” era utilizat în muzica barocă și pentru a desemna o piesă instrumentală modelată melodic după aria vocală.